# قرينة الرطوبة

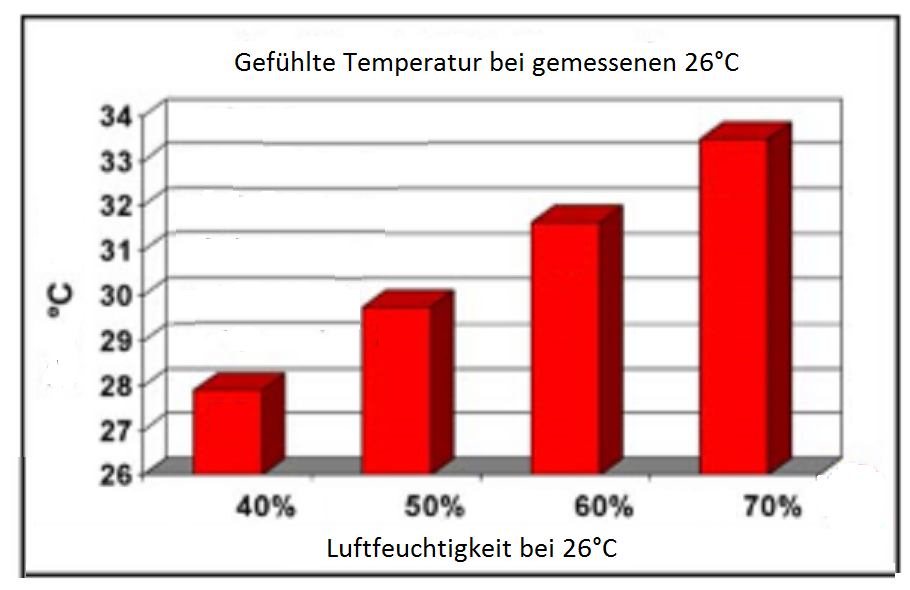
درجة الحرارة المدركة

قرينة الرطوبة يمكن تعريفها على أنها مقدرة أي إقليم على سد احتياجاته المائية من مصادر محلية سواء كانت مياه سطحية أو جوفية.
و هي القرينة التي وضعها العالم الأمريكي «ثورنثويت» عام 1948م، والتي تشكل إحدي أسس تصنيفه المناخي القائم على مفهوم التوازن المائي، وكان التبخر النتح الكامن (الأعظمي) ركيزة أساسية في تصنيفه هذا، والقرينة التي وضعها ثورنثويت على الشكل التالي:
قريتة الرطوبة (Im)=
(الفائض المائي-العجز المائي/التبخر النتح الكامن)/*100
وعلى ضوء القرينة السابقة ميز ثورنثويت بين خمسة نماذج مناخية هي: نموذج رطب جدا القرينة أكبر من 100، رطب (100-200)، شبه رطب (-20إلى -33)، شبه جاف (-33 إلى -67)، جاف (-67إلى -100).

## المصدر
- المعجم الجغرافي المناخي